# Dihammaphora bruchi
Dihammaphora bruchi là một loài bọ cánh cứng trong họ Cerambycidae.